# Schröpfen

Mittelalterliche Darstellung eines Baders. Die Schröpfköpfe werden angesetzt (Holzschnitt um 1481).

Schröpfen (lateinisch ventosatio) ist ein traditionelles Therapieverfahren, bei dem mit Schröpfköpfen auf einem begrenzten Hautareal ein Unterdruck aufgebracht wird. Das Schröpfen gehört zu den ältesten Therapiemethoden der Welt, ist jedoch in seiner traditionellen Form des blutigen Schröpfens weitestgehend durch das trockene Schröpfen abgelöst worden. Trotz vielfältiger Anwendung handelt es sich um eine Methode der Alternativmedizin, deren Wirkung aufgrund unzureichender Studienlage nicht bewiesen ist und insbesondere beim blutigen Schröpfen und Feuer-Schröpfen mit Verletzungsrisiken verbunden ist.

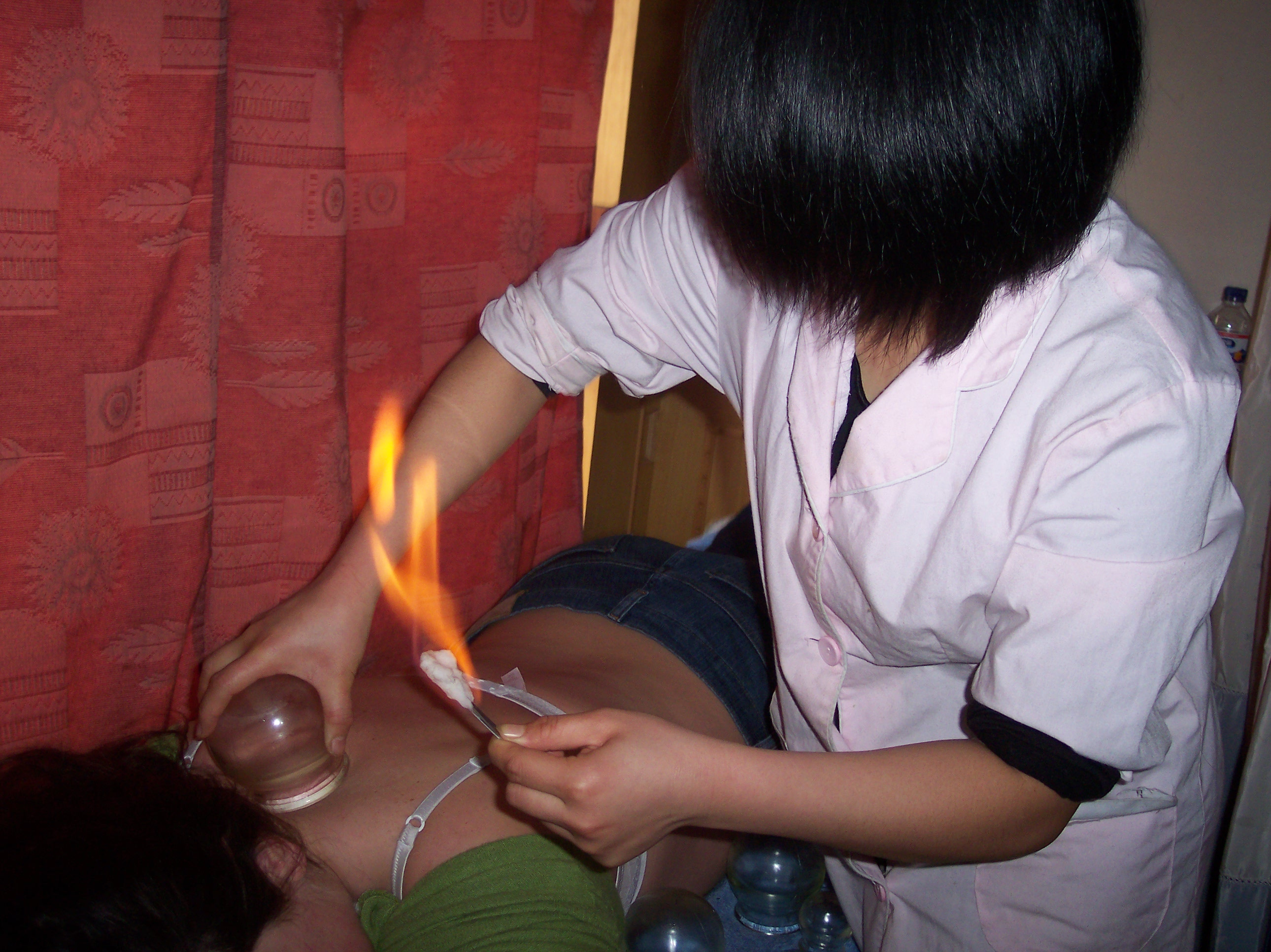
Feuer-Schröpfen

## Übersicht
Beim Schröpfen wird in sogenannten Schröpfgläsern oder Schröpfköpfen ein Unterdruck erzeugt. Diese Schröpfgläser werden direkt auf die Haut gesetzt. Der Unterdruck wird üblicherweise dadurch erreicht, dass die Luft im Schröpfkopf (lateinisch ventosa) erhitzt und dieser sofort auf die Haut des Patienten gesetzt wird. Das Erhitzen erfolgt durch einen in Alkohol getauchten Wattebausch oder ein Stück Baumwollstoff, die jeweils angezündet werden. Alternativ kann der Unterdruck durch eine Absaugvorrichtung im Schröpfglas erzeugt werden.
Die Lage der Schröpfstellen orientiert sich am Tastbefund, d. h., es wird im Bereich von Myogelosen (muskuläre Verhärtungen) geschröpft. Je nach Lage der Schröpfstellen soll über den sogenannten „kutiveszeralen Reflex“ (die postulierte Umkehr des nachgewiesenen viszerokutanen Reflexes) ein inneres Organ beeinflusst werden. Die Zuordnung der Organe zu den Hautstellen ist durch die Head-Zonen bekannt und lässt dadurch Rückschlüsse auf belastete innere Organe zu.
Lokal entsteht durch das Saugen beim Schröpfen ein Extravasat und in der Folge ein Hämatom. Blutiges Schröpfen führt zu einem Blutverlust und soll dadurch eine „Entschlackung“ vor Ort bewirken.

## Formen des Schröpfens
Es gibt blutiges und trockenes Schröpfen sowie die Schröpfkopfmassage.

### Blutiges Schröpfen

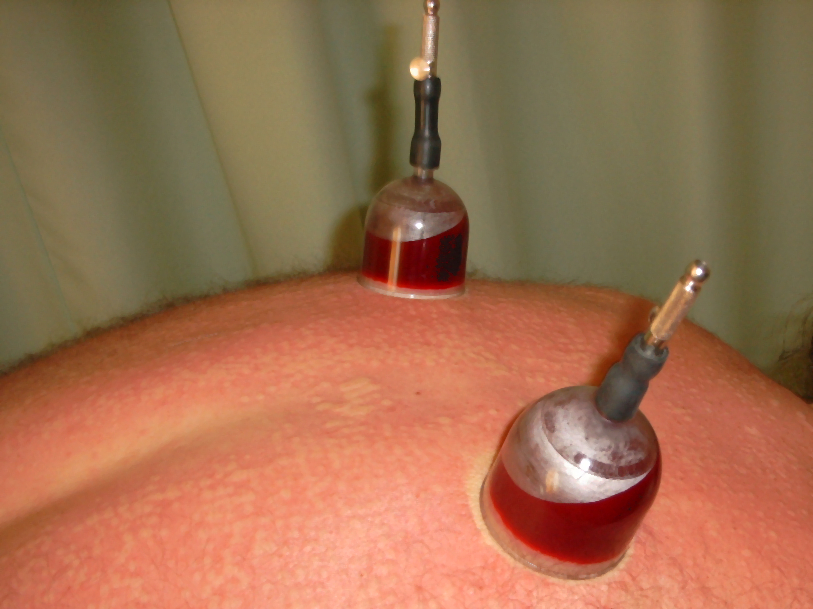
Blutiges Schröpfen in Verbindung mit Baunscheidttherapie

Beim bereits im Altertum in Mesopotamien durchgeführten blutigen Schröpfen bzw. nassen Schröpfen oder Nass-Schröpfen wird, bevor das Glas mit Unterdruck aufgesetzt wird, die Haut z. B. mit einer Blutlanzette angeritzt. Dann zieht der Unterdruck das Blut verstärkt durch die Verletzungen heraus. Es handelt sich hierbei um eine Form des Blutenlassens.

### Trockenes Schröpfen
Demgegenüber steht das trockene Schröpfen bzw. unblutige Schröpfen, bei dem das Schröpfglas auf unversehrte Hautstellen gesetzt wird. Seit Anfang der 2000er Jahre wird Schröpfen ohne Glas zunehmend angewendet. Ermöglicht wurde dies durch Applikationen aus biokompatiblem Silikon. Diese Applikationen erzeugen entweder durch Zusammendrücken und Aufsetzen ein Vakuum über der Haut, oder nehmen eine Vakuumpumpe zu Hilfe. Wird eine Vakuumpumpe verwendet, können unterschiedlichste Applikationen zum Einsatz kommen, die nur noch entfernt an „Glocken“ erinnern – z. B. eine Matte mit mehreren Saugnäpfen oder der patentierte Vierkammersauger. Außerdem ist es auf elektro-mechanischem Wege möglich, die Saugkraft regelmäßig zu erhöhen und zu verringern. Auch anatomisch schwer zugängliche Stellen am Körper können mit den flexiblen Applikationen erreicht werden.

### Schröpfkopfmassage
Bei der Schröpfkopfmassage (auch Saug-(wellen-)massage genannt) wird das Schröpfglas auf unversehrte Hautstellen gesetzt, die zuvor eingeölt wurden. Der Schröpfkopf wird dann über eine bestimmte Stelle verschoben, was eine stärkere durchblutungsfördernde Wirkung als eine klassische Massage hat. Durch Bewegen des saugenden Schröpfkopfes auf der Haut sollen Faszien gewalkt und somit deren Verklebungen gelöst werden.

## Geschichte
Schröpfen mit Schröpfköpfen wurde schon 3300 v. Chr. in Mesopotamien und durch griechische und ägyptische Ärzte im klassischen Altertum betrieben und war in ähnlicher Form auch bei den alten Chinesen bekannt.
Die theoretische Grundlage in der Antike war die Humoralpathologie, die Erkrankungen auf eine Entmischung der Säfte (humores) im Körperinneren zurückführte. Dieses Ungleichgewicht der Säfte sollte im Sinne einer minutio sanguinis (Verminderung der Blutmenge) – ähnlich wie beim bereits seit der Antike wesentlich gebräuchlicheren Aderlass – mit Schröpfköpfen wieder ausgeglichen werden, was auch bei den entsprechenden Verfahren des Mittelalters und der frühen Neuzeit (ab dem 14. Jahrhundert in Persien und Europa in sogenannten Schröpfstellentexten überliefert) weitergeführt wurde. Der persische Arzt Avicenna empfahl, da der Mond feuchte Bereiche anzieht, das Schröpfen bei Vollmond.
In der chinesischen Medizin ging man als theoretische Grundlage des Schröpfens (chinesisch 拔罐法, Pinyin báguànfǎ, japanisch 吸角法, kyūkakuhō) von einer Stagnation von Blut und Qi aus.
Auch haben unabhängig von der europäischen Entwicklung die Schamanen vieler indigener Völker ähnliche Krankheitstheorien entwickelt. Sie praktizieren das „Aussaugen“ böser Geister und Miasmen bis heute.
Ab dem 15. Jahrhundert wurden zum Ritzen der Haut mitunter auch Schröpfschnepper eingesetzt.

## Anwendungsbereiche

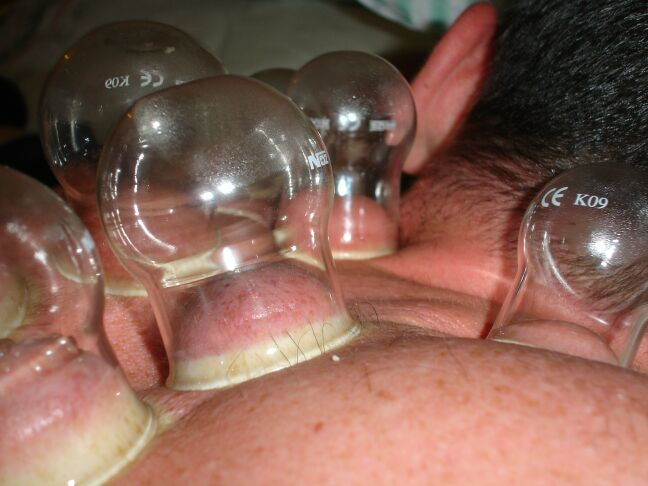
Trockenes Schröpfen am Rücken eines Patienten

Laut Alternativmedizinern soll Schröpfen bei einer Vielzahl von Beschwerden hilfreich sein, unter anderem bei Migräne, Rheuma, Bandscheibenproblemen, Hexenschuss, Knieproblemen, Karpaltunnelsyndrom, Bluthochdruck, Ischias, Mandelproblemen (hierbei insbesondere in der Sonderform des Röderns), Bronchitis, Asthma, Kopfschmerzen, Nierenschwäche, Wetterfühligkeit, Hypotonie, Müdigkeit, Depressionen, Schwächezuständen, Verdauungsproblemen, Herz-Kreislauf-Erkrankungen, Organprobleme, Fieber, Erkältung und Grippe.

## Kontraindikationen
Trockenes Schröpfen sollte nicht bei Schwangeren bis zum vierten Schwangerschaftsmonat angewendet werden. Auch sollten keine Schröpfköpfe über Tuberkulose, Tumore, Sonnenbrand, Brandwunden oder frischen Verletzungen gesetzt werden.
Zusätzlich zu dem oben genannten sollte blutiges Schröpfen nicht angewendet werden bei Blutgerinnungsstörungen, Blutarmut (Anämie), Menstruation, Dehydratation, Ohnmachtsneigung, Herzrhythmusstörung und Koronarinsuffizienz.

## Nebenwirkungen
Als Nebenwirkung können sich insbesondere bei starkem Unterdruck oder langer Anwendung Blasen an der Behandlungsstelle bilden. Bei Menschen mit Blutphobie kann es bei blutigem Schröpfen zur Ohnmacht kommen.